# Blue Moon Swamp
Blue Moon Swamp är ett album från 1997 av den amerikanske musikern John Fogerty. Det gavs ut på skivbolaget Warner Bros. Records och är producerat av Fogerty.

## Låtlista
Samtliga låtar skrivna av John Fogerty.
1. "Southern Streamline" - 3:56
2. "Hot Rod Heart" - 3:26
3. "Blueboy" - 4:04
4. "A Hundred and Ten in the Shade" - 4:19
5. "Rattlesnake Highway" - 4:17
6. "Bring It Down to Jelly Roll" - 2:37
7. "Walking in a Hurricane" - 3:41
8. "Swamp River Days" - 3:36
9. "Rambunctious Boy" - 3:51
10. "Joy of My Life" - 3:52
11. "Blue Moon Nights" - 2:33
12. "Bad Bad Boy" - 4:26